# نيشان الصداقة (كازاخستان)
نيشان الصداقة من كازاخستان أو نيشان الصداقة الكازاخستاني (بالقازاقية: Достық ордені) (الروسية: Орден Дружбы) هو وسام دولة تصدره جمهورية كازاخستان.
يُمنح نيشان الصداقة للمواطنين عرفانا لهم بعملهم المثمر للحفاظ على الانسجام المتبادل في المجتمع، والخدمات التي يقدمونها في سبيل تعزيز السلام والصداقة والتعاون بين الشعوب.
لا يجب الخلط بين نيشان الصداقة الكازاخستاني ونيشان الصداقة البيلاروسي ونيشان الصداقة الفييتنامي ووسام الصداقة الروسي ووسام الصداقة الصيني.

## تاريخ النيشان
أُنشئ نيشان الصداقة بموجب القانون الصادر في 12 ديسمبر 1995 رقم 2676 «بشأن أوسمة الدولة لجمهورية كازاخستان» بدرجة واحدة، ومع ذلك، بموجب قانون جمهورية كازاخستان المؤرخ 26 يوليو 1999 رقم 462-1 تم تقسيمه إلى درجتين، كما اعتمد مظهرًا جديدًا. وهو الخليفة القانوني الكازاخستاني لوسام الصداقة بين الشعوب السوفييت، الذي استوحى منه الشريط.

## درجات النيشان
يضم النيشان درجتين هما:
- نيشان الصداقة من الدرجة الأولى ويتكون من نجمة وشارة توضع على حزام الكتف؛
- نيشان الصداقة من الدرجة الثانية ويتكون من شارة توضع على الصدر.

يمكن تقديم النيشان بغض النظر عن التسلسل.

## وصف النيشان

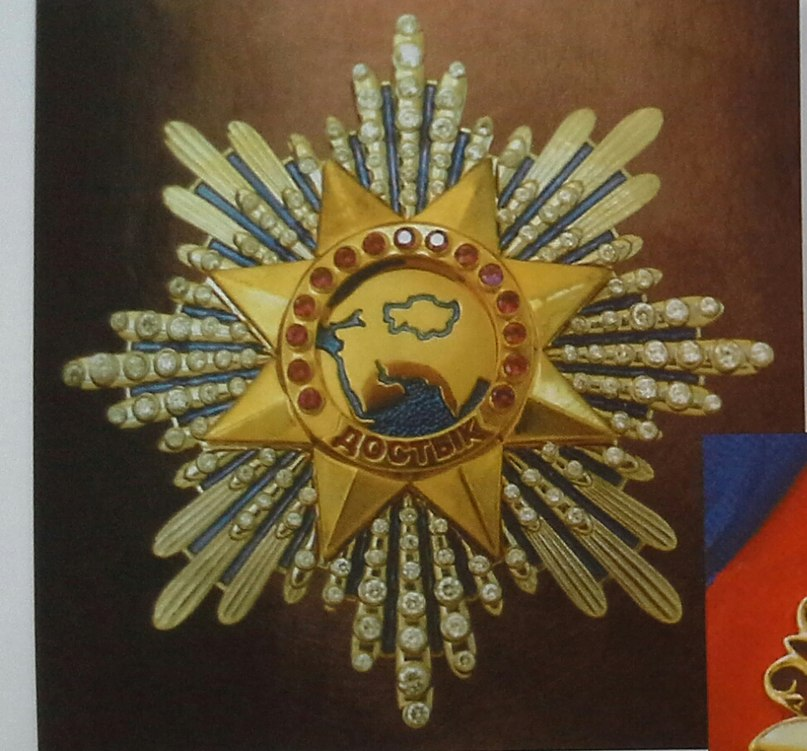
شارة نيشان الصداقة من الدرجة الأولى

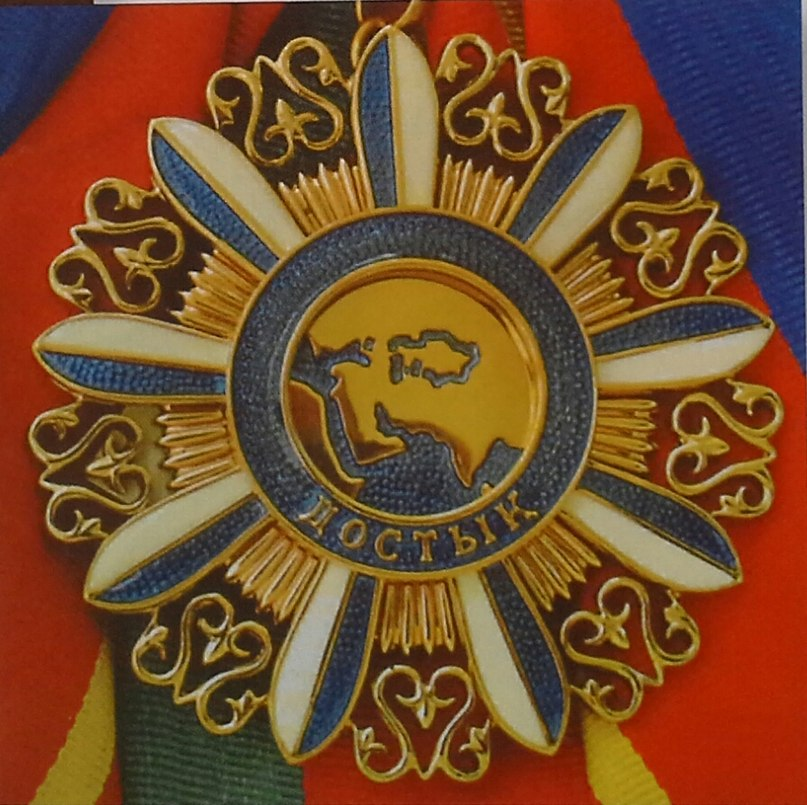
شارة نيشان الصداقة من الدرجة الثانية

يضم النيشان درجتين ولكل درجة شارتها:

### الدرجة الأولى
نيشان الصداقة عبارة عن نجمة تبرز منها أشعة متفاوتة مرصعة بالماس وتتوسطها نجمة ذات ثمانية أطراف مثلثة الشكل وذات لون ذهبي. يتربع في وسط الشارة كرة أرضية، وحولها إطار مذهب محفور في أسفله «الصداقة» (Достық) ويعلوه صف من الألماس.
النيشان مصنوع من الفضة المطلية بالذهب وقطره 48 ميلمتر.
يتم ربط نيشان الصداقة بكتلة نحاسية خماسية بواسطة ثقب وخاتم. ارتفاع الخاتم - 36.5 مم، العرض - 38 مم مع إطار في الأعلى والأسفل.
يربط الأخير بشريط متموج. يوجد في منتصف الشريط خط أحمر به خطان أصفر طوليان ضيقان. يمر خط أزرق على يسار الشريط الأحمر، وإلى اليمين خط أخضر.

### الدرجة الثانية
شارة النيشان مصنوعة من الفضة المطلية بالذهب وبها نجمة ذات تسع أطراف، يكون لأشعتها شكل بتلة ومغطاة طوليًا بالمينا البيضاء والزرقاء. يتم وضع عنصر من الزخرفة الوطنية متساوية الحجم، ترمز إلى أشعة الشمس، بين الأشعة. يوجد في وسط النجمة ميدالية بها صورة ذهبية لخريطة جغرافية لجزء من آسيا الصغرى وآسيا الوسطى، في الوسط تتربع صورة لحدود كازاخستان بالمينا الزرقاء، وصور البحار مطعمة بالمينا الزرقاء. يحد الرصيعة مينا زرقاء محفور في أسفلها «الصداقة» (Достық) من الذهب في الأسفل.
نجمة النيشان فضية، ذات ثمانية رؤوس، تتكون من أشعة ثنائية السطوح بأحجام مختلفة. يتم إدخال الماس المقلد من الزركونيا في أشعة النجمة في صليب مستقيم، ويتم إدخال ما يصل إلى النصف في الصليب المائل. يتوسط العوارض مينا زرقاء تغطي الأخاديد. نجمة ذهبية ثمانية الرؤوس مع أشعة مستقيمة ثنائية السطوح مركّبة على النجمة الفضية، وفي وسطها ميدالية عليها صورة ذهبية لخريطة جغرافية لآسيا الصغرى، في المنتصف مع صورة كفافية للمينا الزرقاء لـ حدود كازاخستان، صور البحار مغطاة بالمينا الزرقاء. يحدها ميدالية مع الحدود الذهب مع الياقوت إدراجها في شكل نصف دائرة، وتحت نقش "Достық"، مليئة المينا الزرقاء.
شارة نيشان الدرجة الأولى أكبر قليلاً من الدرجة الثانية.
شارة نيشان الدرجة الأولى متصلة بحزام كتف بعرض 100 مم.
يتم إرفاق شارة نيشان الدرجة الثانية بحزام صدر سداسي الرؤوس، مغطى بشريط عرضه 32 مم، بمساعدة ثقب وحلقة.

## عملة النيشان
في عام 2009، طرح البنك الوطني لجمهورية كازاخستان عملة تذكارية مع صورة نجمة نيشان الصداقة من الدرجة الأولى، فئة 50 تينغ كازاخستاني من سبائك النحاس والنيكل.

## الحائزون على النيشان
حاز العديد من المواطنين الكازاخستانيين سواء السياسيين أو الفنانين أو عامة الشعب على نيشان الصداقة الكازاخستاني، كما مُنح النيشان للعديد من الأجانب أمهم الساسة والقادة.

### نيشان الصداقة من الدرجة الأولى
- ميتال لاكشمي - رجل أعمال هندي، مؤسس ومالك مجموعة ميتال

- كوفي أنان - الأمين العام للأمم المتحدة
- أليكسي الثاني - بطريرك موسكو وعموم روسيا
- عسكر أكاييف - رئيس قرغيزستان السابق
- ميخائيل كلاشينكوف - مصمم أسلحة
- إيون إليسكو - رئيس رومانيا
- توماس هندريك إيلفس - رئيس إستونيا
- ريتشارد لوغار - سناتور أمريكي
- جورج دبليو بوش (الأب) - رئيس الولايات المتحدة (1989-1993)
- مارغريت تاتشر - رئيسة وزراء بريطانيا العظمى (1979-1990)
- أنجيلو سودانو - أسقف الكاردينال، عميد كلية الكرادلة (2001)
- عبد الله بن عبد العزيز آل سعود - ولي عهد المملكة العربية السعودية (2004)
- ماري لاندريو - عضو مجلس الشيوخ الأمريكي (2007)
- إيفان جاسباروفيتش - رئيس سلوفاكيا (2007)
- لازلو شويوم - رئيس المجر (2007)
- فالديس زاتليرس - رئيس جمهورية لاتفيا (3 أكتوبر 2008)
- هيلاري كلينتون - وزيرة الخارجية الأمريكية رقم 67 (26 يناير 2011)
- ستيبان ميسيتش - رئيس كرواتيا من 2000 إلى 2010
- يفغيني ماكسيموفيتش بريماكوف سياسي ورجل دولة سوفيتي وروسي. أكاديمي، وعضو هيئة رئاسة الأكاديمية الروسية للعلوم.
- شايمييف، مينتيمر شاريبوفيتش - أول رئيس لجمهورية تتارستان
- بان كي مون - الأمين العام للأمم المتحدة
- لي كوان يو - رئيس وزراء سنغافورة الأول

### نيشان الصداقة من الدرجة الثانية
- مها شاكري سيريندهورن، أميرة مملكة تايلاند
- فرانشيسكو فرانجاليلي، الأمين العام لمنظمة السياحة العالمية
- ليونيد بوليجيف، حاكم منطقة أومسك
- سيرجي بريخودكو، نائب رئيس الإدارة الرئاسية للاتحاد الروسي
- ميخائيل شفيدكوي، وزير الثقافة في روسيا الاتحادية
- ليونيد بارانوف، رئيس قاعدة بايكونور الفضائية
- لاريسا باكوش سفيرة جمهورية بيلاروسيا لدى كازاخستان
- فيكتور كيانسكي، نائب Mazhilis في برلمان جمهورية كازاخستان.
- نيكولاي بورديوزا، الأمين العام لمنظمة معاهدة الأمن الجماعي
- أناتولي بيرمينوف، المدير العام لوكالة الفضاء الفيدرالية الروسية
- أمان تولييف، حاكم منطقة كيميروفو
- أوليغ سوسكوفيتس، رئيس المجلس التنسيقي لرابطة «مجلس الأعمال في EurAsEC»
- ياو بيشنغ سفير جمهورية الصين الشعبية لدى كازاخستان
- يوري جريجوروفيتش، مصمم رقصات روسي
- سوزان أيزنهاور هي حفيدة الرئيس الرابع والثلاثين للولايات المتحدة، دوايت أيزنهاور، الرئيس الفخري، وزميل الأبحاث الأول في معهد أيزنهاور. (2007)
- إيه في ماسلياكوف، الفنان الروسي المُكرّم
- جوزيف بلاتر، رئيس الفيفا
- إيفانوف، سيرجي بوريسوفيتش - رئيس ديوان المكتب التنفيذي الرئاسي للاتحاد الروسي
- جوزيف كوبزون (2008)
- كونستانتين تيتوف، حاكم منطقة سمارة (2004)
- لاريسا كيم، كبيرة مصممي الرقصات بالمسرح الكوري الحكومي للكوميديا الموسيقية، ومصممة الرقصات بمسرح الرقص الأكاديمي الحكومي لجمهورية كازاخستان، ورئيسة قسم أصول التدريس في تصميم الرقصات في الأكاديمية الوطنية الكازاخستانية للفنون. تي زورجينوفا

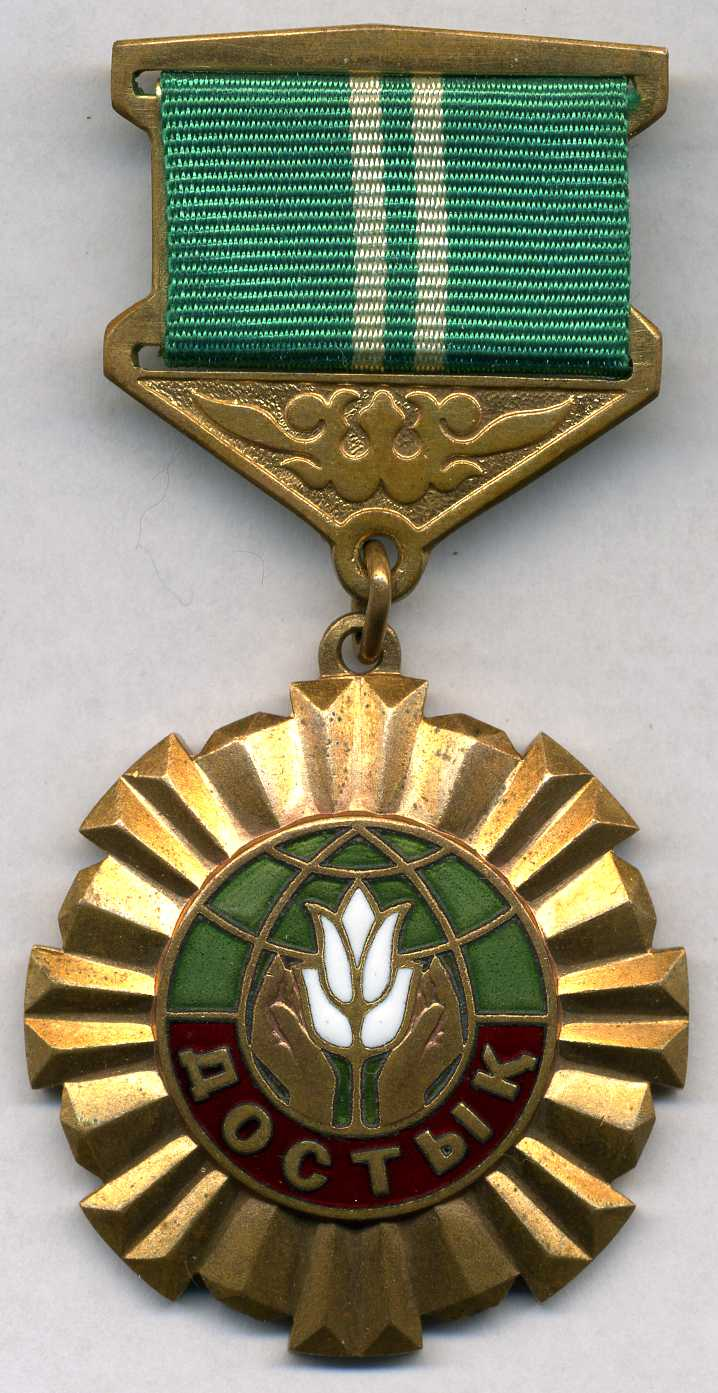
شارة الصدر
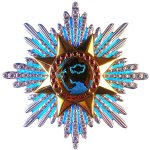
نيشان الصداقة من الدرجة الأولى
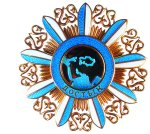
نيشان الصداقة من الدرجة الثانية
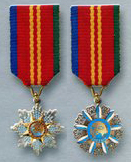
درجتا النيشان جنبا لجنب
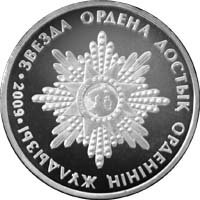
عملة تتوسطها نجمة النيشان من الدرجة الأولى من فئة 50 تنغية

## الروابط
- جوائز وأوسمة كازاخستان
- В. Григорьев (2005). "Государственные награды Республики Казахстан" (газета) (ط. Петербургский коллекционер). СПб. ع. 34 /4: 25. {{استشهاد بدورية محكمة}}: الاستشهاد بدورية محكمة يطلب |دورية محكمة= (مساعدة)صيانة الاستشهاد: التاريخ والسنة (link)

- Dostyk

1. ↑  Mammedov, Dadaş. "Достық ордені". www.wiki.kk-kz.nina.az (بالقازاقية). Archived from the original on 2021-12-28. Retrieved 2021-12-27.
2. ↑  "Awards and order of the Republic of Kazakhstan | Electronic government of the Republic of Kazakhstan". egov.kz. مؤرشف من الأصل في 2021-02-25. اطلع عليه بتاريخ 2021-12-27.
3. ↑  "Kazakhstan, Order of Friendship, 1st Class - set of insignia". www.peterharrington.co.uk (بالإنجليزية). Archived from the original on 2021-08-14. Retrieved 2021-12-27.
4. ↑  المرسوم الصادر عن رئيس الجمهورية بتاريخ 23/01/1996 رقم 2794 "بشأن الموافقة على وصف شارات أوسمة الدولة لجمهورية كازاخستان"
5. ↑  "ODM of Kazakhstan: Order of Friendship". www.medals.org.uk. مؤرشف من الأصل في 2016-11-10. اطلع عليه بتاريخ 2021-12-27.
6. ↑  "Достық ордені - Қазақстан және әлемдегі соңғы жаңалықтар". 24.kz (بru-ru). Archived from the original on 2021-12-28. Retrieved 2021-12-27.{{استشهاد ويب}}:  صيانة الاستشهاد: لغة غير مدعومة (link)
7. ↑  "Президент Казахстана наградил Игоря Крутого орденом "Дружба"". РИА Новости (بالروسية). 20190729T1235. Archived from the original on 18 سبتمبر 2020. Retrieved 2021-12-27. {{استشهاد ويب}}: تحقق من التاريخ في: |تاريخ= (help)
8. ↑  https://plus.google.com/+UNESCO (3 Apr 2014). "Director-General Awarded with the Order of Dostyk from the Republic of Kazakhstan". UNESCO (بالإنجليزية). Archived from the original on 2021-06-28. Retrieved 2021-12-27. {{استشهاد ويب}}: |الأخير= باسم عام (help) and روابط خارجية في |الأخير= (help)
9. ↑  "Order of Friendship (Kazakhstan) : définition de Order of Friendship (Kazakhstan) et synonymes de Order of Friendship (Kazakhstan) (anglais)". dictionnaire.sensagent.leparisien.fr. مؤرشف من الأصل في 2021-12-28. اطلع عليه بتاريخ 2021-12-27.
10. ↑  "Graham Allison Awarded Medal of Friendship From Kazakhstan". Belfer Center for Science and International Affairs (بالإنجليزية). Archived from the original on 2021-07-11. Retrieved 2021-12-27.
11. ↑  "Prof. Dusen KASSEINOV :: TURKSOY". www.turksoy.org. مؤرشف من الأصل في 2021-08-13. اطلع عليه بتاريخ 2021-12-27.
12. ↑  On awarding the Order of Friendship Kulibaev A. A (بالإنجليزية). Archived from the original on 2021-12-28.
13. ↑  WebComfort. "Russian Senator Ilyas Umakhanov Awarded Order of Friendship of Republic of Kazakhstan". iacis.ru (بالإنجليزية). Archived from the original on 2021-12-28. Retrieved 2021-12-27.